# Goga Aszkenazi
Goga Aszkenazi, właściwie Gauchar Jerkinowna Berkaliwa (ros. Гауха́р Ерки́новна Беркали́ева, kaz. Гауһар Еркінқызы Берқалиева; ur. 1 lutego 1980 r. w Taraz) – rosyjsko-kazachska przedsiębiorca. Założycielka i dyrektor zarządzający MunaiGaz Engineering Group, konglomeratu wydobycia ropy naftowej i gazu w Kazachstanie. Od 2012 dyrektorka włoskiego domu mody Vionnet w Mediolanie.

## Życiorys

### Wczesne życie
Goga Aszkenazi urodziła się w Taraz w Obwodzie żambylskim. Dorastała w Moskwie, gdzie jej ojciec, inżynier Jerkin Berkaliw, był członkiem Komitetu Centralnego Komunistycznej Partii Związku Radzieckiego. Jej matka, Saule, miała wykształcenie zarówno inżynieryjne, jak i medyczne. Ma siostrę Meruert, która jest od niej 10 lat starsza.
Po upadku Związku Radzieckiego w 1991, jej rodzina przeniosła się z powrotem do Kazachstanu. Chcąc zapewnić swojej córce wykształcenie, rodzice wysłali 12-letnią Gogę do szkoły z internatem w Anglii. Najpierw chodziła do Buckswood School w East Sussex, a następnie do Stowe School, skąd została wyrzucona po złapaniu jej na całowaniu się z chłopakiem. Potem uczęszczała do Rugby School, które ukończyła. Studiowała historię nowożytną i ekonomię na Somerville College w Oksfordzie.

### Kariera
Po ukończeniu studiów Goga pracowała w bankowości inwestycyjnej, między innymi dla takich firm jak Merrill Lynch i Morgan Stanley w Londynie oraz ABN AMRO w Hongkongu. W 2003, razem ze swoją siostrą Meruert, założyły MunaiGaz Engineering Group. Firma konstruuje tłocznie do rurociągów gazowych i wykonuje operacje drążenia związane z uzbrajaniem czy montażem turbin gazowych i wysokoprężnych.
W 2012 Goga Aszkenazi została dyrektorem włoskiego domu mody Vionnet w Mediolanie.

## Życie prywatne
W wieku 23 lat, poznała i poślubiła Amerykanina Stefana Ashkenazego, syna Seweryna Ashkenazego. Para przeprowadziła separację w 2004, a w 2007 rozwiodła się. Goga zachowała nazwisko męża, choć ze zmienioną wymową, ze względu na błąd w jej rosyjskim paszporcie.
Goga Aszkenazi miała pozamałżeński romans z poznanym w 2005 na Florydzie miliarderem Timurem Kulibajewem, zięciem prezydenta Kazachstanu. Ona i Kulibajew mają dwóch synów: Adama (ur. 2007) i Alana (ur. 2012).
Chociaż ojciec Gogi pochodzi z rodziny muzułmańskiej, a matka jest pochodzenia żydowskiego, obydwoje rodzice są zadeklarowanymi ateistami. Sama Goga podkreśla swoje przywiązanie do korzeni żydowskich i przyznaje, że w swojej torebce często nosi fragmenty Tory.
Jest bliską przyjaciółką księcia Andrzeja, syna królowej Elżbiety II.